# Wspólnota Narodów

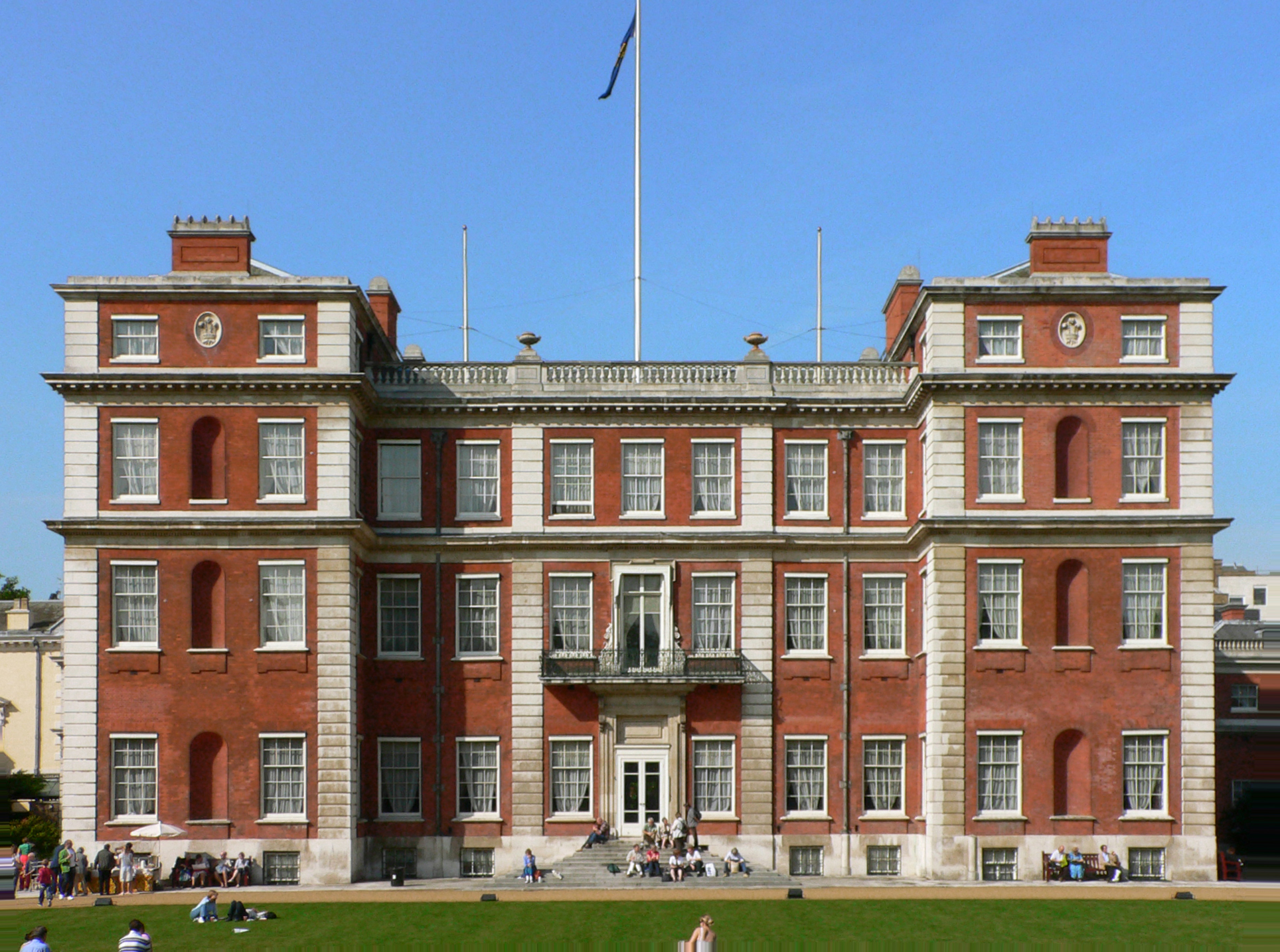
Marlborough House w Londynie, siedziba sekretariatu Wspólnoty Narodów

Mapa Brytyjskiej Wspólnoty Narodów z 1942 roku

Wspólnota Narodów (ang. The Commonwealth lub Commonwealth of Nations) – organizacja międzynarodowa zrzeszająca 56 niepodległych państw, której celem jest współpraca na rzecz rozwoju, demokracji i pokoju.
Terytoria członkowskie nie mają wobec siebie żadnych zobowiązań prawnych. Łączą je język angielski, historia, kultura, a także deklarowane wartości, jak: demokracja, prawa człowieka i rządy prawa. Przymioty te zawarte są w Karcie Wspólnoty Narodów i promowane są przez Igrzyska Wspólnoty.
Siedzibą sekretariatu Wspólnoty Narodów (Commonwealth Secretariat) jest Marlborough House, w Londynie.

## Historia
Organizacja została ustanowiona w 1931 roku na mocy Statutu Westminsterskiego jako Brytyjska Wspólnota Narodów (British Commonwealth of Nations), zwana także Wspólnotą Brytyjską (British Commonwealth). Członkami założycielskimi były Wielka Brytania oraz sześć dominiów brytyjskich – Kanada, Australia, Nowa Zelandia, Południowa Afryka, Nowa Fundlandia oraz Irlandia. Pod obecną nazwą organizacja funkcjonuje od 1949 roku; wówczas to warunkiem członkostwa przestało być uznawanie monarchy brytyjskiego za głowę państwa, a podkreślona została pełna niezależność państw członkowskich od Wielkiej Brytanii. W okresie dekolonizacji dawnego imperium brytyjskiego do Wspólnoty przystępowały kolejne państwa, znajdujące się wcześniej pod zwierzchnictwem brytyjskim. Proces ten zapoczątkowany został w 1947 roku wraz z przystąpieniem Indii i Pakistanu, a trwał niemal do końca XX wieku. Członkostwo w organizacji jest dobrowolne, niektóre byłe kolonie do niej nie przystąpiły (m.in. Mjanma), a na przestrzeni lat kilka państw ją opuściło (m.in. Irlandia), część w późniejszym czasie powróciła (m.in. Południowa Afryka). Niemal wszystkie państwa członkowskie stanowiły w przeszłości część imperium brytyjskiego, wyjątkiem są jedynie Mozambik, Rwanda, Togo i Gabon.
Część państw członkowskich Wspólnoty Narodów – tak zwane commonwealth realms – uznaje brytyjskiego monarchę za głowę swojego kraju, jednak większość z nich to republiki, w których głową państwa jest prezydent, a niektóre mają własne monarchie. Król Karol III jest wszędzie traktowany jako Głowa Wspólnoty Narodów. Organizacja także posiada swojego sekretarza generalnego, od 2016 roku urząd ten sprawuje Patricia Scotland. Funkcję chair-in-office pełni Paul Kagame (Prezydent Republiki Rwandy). 

## Państwa członkowskie
W 2022 roku Wspólnota Narodów liczyła 56 państw członkowskich, zamieszkanych przez 2,5 mld ludzi (blisko 1/3 populacji świata). 32 spośród nich to „małe państwa”, definiowane przez organizację jako państwa o liczbie mieszkańców nieprzekraczającej 1,5 mln bądź nieco większe, lecz o podobnym uwarunkowaniu geopolitycznym, w tym liczne państwa wyspiarskie.

### Obecne
W nawiasach podano rok przystąpienia.

#### Europa
- Wielka Brytania (1931)
- Malta (1964)

#### Ameryka Północna
- Kanada (1931)
- Jamajka (1962)
- Trynidad i Tobago (1962)
- Barbados (1966)
- Bahamy (1973)
- Grenada (1974)
- Dominika (1978)
- Saint Lucia (1979)
- Saint Vincent i Grenadyny (1979)
- Antigua i Barbuda (1981)
- Belize (1981)
- Saint Kitts i Nevis (1983)

#### Ameryka Południowa
- Gujana (1966)

#### Afryka
- Południowa Afryka (1931–1961, ponownie przyjęta w 1994)
- Ghana (1957)
- Nigeria (1960, zawieszona 1995–1999)
- Sierra Leone (1961)
- Uganda (1962)
- Kenia (1963)
- Tanzania (1964)
- Malawi (1964)
- Zambia (1964)
- Gambia (1965–2013[12], ponownie przyjęta w 2018[13])
- Botswana (1966)
- Lesotho (1966)
- Mauritius (1968)
- Eswatini (1968)
- Seszele (1976)
- Namibia (1990)
- Mozambik[a] (1995)
- Kamerun (1995)
- Rwanda[a] (2009)
- Gabon[a] (2022; częściowo zawieszony od 2023[14])
- Togo[a] (2022)

#### Azja
- Indie (1947)
- Pakistan (1947–1972, ponownie przyjęty w 1989, zawieszony 1999–2004 i 2007–2008)
- Sri Lanka (1948)
- Cypr (1961)
- Malezja (1963)
- Singapur (1965)
- Bangladesz (1972)
- Brunei (1984)
- Malediwy (1982–2017[15], przyjęte ponownie w 2020[16])

#### Australia i Oceania
- Australia (1931)
- Nowa Zelandia (1931)
- Samoa (1970)
- Tonga (1970)
- Fidżi (1970–1987, ponownie przyjęte w 1997, zawieszone 2006–2014)
- Papua-Nowa Gwinea (1975)
- Wyspy Salomona (1978)
- Tuvalu (1978)
- Kiribati (1979)
- Vanuatu (1980)
- Nauru (1999)

### Dawne
- Irlandia (1931–1949)
- Zimbabwe (1980–2003, zawieszone od 2002)
- Tanganika (1961–1964; obecnie stanowi część Tanzanii, będącej państwem członkowskim)
- Zanzibar (1963–1964; obecnie stanowi część Tanzanii, będącej państwem członkowskim)
- Nowa Fundlandia (1931–1934; obecnie stanowi część Kanady, będącej państwem członkowskim)
- Federacja Malajska (1957–1963, obecnie stanowi część Malezji, będącej państwem członkowskim)